# Разнозубые
Разнозу́бые (лат. Heterodonta) — подкласс двустворчатых моллюсков (Bivalvia). Представители характеризуются равностворчатыми раковинами, замковый аппарат которых состоит из небольшого количества кардинальных зубов и многочисленных длинных латеральных зубов. Раковины разнозубых лишены перламутрового слоя. Жабры пластинчатые. Большинство видов характеризует наличие сифонов.

## Классификация
На сентябрь 2019 года в подкласс включают следующие отряды:
- Инфракласс Archiheterodonta
  - † Отряд Actinodontida
  - Отряд Carditida [syn. Carditoida]
- Инфракласс Euheterodonta
  - Надотряд Anomalodesmata
    - Надсемейства incertae sedis

  - Надотряд Imparidentia
    - Отряд Adapedonta
    - Отряд Cardiida
    - Отряд Galeommatida
    - Отряд Gastrochaenida
    - † Отряд Hippuritida [syn. Hippuritoida]
    - Отряд Lucinida [syn. Lucinoida]
    - † Отряд Megalodontida
    - † Отряд Modiomorphida
    - Отряд Myida [syn. Myoida]
    - Отряд Sphaeriida
    - Отряд Venerida [syn. Veneroida]